# Udea ochreocapitalis
Udea ochreocapitalis is een vlinder uit de familie van de grasmotten (Crambidae), uit de onderfamilie van de Spilomelinae. De wetenschappelijke naam van deze soort is voor het eerst voorgesteld als Botys ochreocapitalis door Émile Louis Ragonot in een publicatie uit 1894.
De soort komt voor in in het Russische Verre Oosten langs de Amoer.